# Булдогов прилеп
Булдоговият прилеп (Tadarida teniotis) е вид насекомояден бозайник от разред Прилепи. Разпространен е в субтропичните области на Африка и Евразия от Мадейра и Канарските острови до Тайван и Япония. Среща се и на територията на България, главно в южните части на страната. Установена е колония в скална цепнатина близо град Маджарово. 
Булдоговият прилеп е сред най-едрите прилепи, срещащи се в Европа. Козината му е мръсносива или кафеникава, по-светла в основата на космите, а ушите и летателните мембрани са тъмни. Ушите са дълги и заоблени, като в полет заемат хоризонтално положение, а крилата са дълги и тесни. Дължината на главата и тялото е 80-98 mm, дължината на опашката е 48-60 mm, размахът на крилете е 410-440 mm, а масата – 35-50 mm.
Булдоговият прилеп предпочита карстови и скалисти местности, но се среща и в населени места. Живее в малки колонии, наброяващи от 5 до 50 екземпляра, като се укрива в цепнатини на скали, пещери или кухини в сгради. Ловува късно през нощта, като лети на голяма височина и изяжда плячката си в полет.